# Gouvernement du territoire de Nouvelle-Calédonie
Le Gouvernement du territoire de Nouvelle-Calédonie est une institution créée par la loi du 6 juin 1984 (dite du statut Lemoine du nom du secrétaire d'État aux DOM-TOM de l'époque, Georges Lemoine) afin de servir d'exécutif à ce Territoire d'outre-mer français, en remplacement de l'ancien conseil de gouvernement qui était présidé par le représentant de l'État (le Haut-commissaire). Il n'a eu qu'une existence éphémère puisque dès le 23 août 1985, un nouveau statut (dit « Fabius-Pisani », car initié par le Premier ministre Laurent Fabius et son ministre chargé de la Nouvelle-Calédonie, Edgard Pisani) est adopté, créant à la place un Conseil exécutif. 

## Composition et mode de désignation
Le président du gouvernement du territoire est élu en son sein par l'Assemblée territoriale, au scrutin secret et avec un quorum nécessaire de trois cinquièmes des conseillers territoriaux présents. La majorité absolue est nécessaire pour être élu aux deux premiers tours, et, le cas échéant, la majorité relative suffit au troisième tour. Le président ainsi désigné nomme entre six et neuf « ministres », dont un vice-président chargé de le remplacer en cas d'empêchement, dont la liste doit être approuvée par l'Assemblée territoriale. Le Haut-commissaire de la République n'est donc plus, pour la première fois, le chef de l'exécutif local. 
La fonction de membre du gouvernement du territoire est incompatible avec celle de conseiller général, de conseiller régional, de conseiller territorial, de membre de l'Assemblée des pays coutumiers ou de conseiller de gouvernement d'un autre TOM. En revanche, il n'est plus interdit de la cumuler avec celle de parlementaire, comme cela était le cas depuis 1959 pour les membres du conseil de gouvernement. 

## Attributions

### Président du gouvernement
Le président du gouvernement est le « chef de l'exécutif territorial », le « chef de l'administration territoriale et l'ordonnateur du budget du territoire » et dispose de pouvoirs importants, dans le cadre des compétences de la Nouvelle-Calédonie, qui le rapprochent de celle d'un « Premier ministre ». 
nomme son vice-président et les ministres, définit leurs attributions et leur délègue les pouvoirs correspondants, impliquant ainsi un contreseing de leur part pour tous les actes du président dans les domaines concernés. Il peut les révoquer (toutefois des remplacements de plusieurs ministres à la fois doivent être approuvés à nouveau par l'Assemblée territoriale). Il « dirige et coordonne » leurs activités. Il préside au « conseil des ministres du territoire », qui a lieu au moins trois fois par mois à Nouméa sur sa convocation et dont il fixe l'ordre du jour. Il a la charge du secrétariat et de la conservation des archives du gouvernement. 
Il représente la Nouvelle-Calédonie auprès de l'État et de ses représentants (notamment pour coordonner les services administratifs des deux autorités), des autres collectivités françaises et de l'étranger (dans le cadre des principes de la politique étrangère française et en concertation avec l'État), et le gouvernement auprès des autres institutions du Territoire (l'Assemblée territoriale, l'Assemblée des pays et le Comité d'expansion économique) et des communes. Il veille à l'exécution des délibérations de l'Assemblée territoriale et de sa commission permanente.  

### Conseil des ministres
Le conseil des ministres a l'initiative législative locale conjointement avec les conseillers territoriaux puisqu'il décide des projets de délibération et de budget à soumettre au vote de l'Assemblée territoriale. Ensuite, il prend les arrêtés nécessaires pour l'application et l'exécution de ces délibérations et budgets. 
Il dispose également d'un pouvoir réglementaire dans un certain nombre de domaines : 
- l'organisation des services et établissements publics territoriaux (et nomme les chefs de services, directeurs d'offices et établissements et les commissaires du gouvernement auprès de ces derniers, ainsi que les représentants du territoire au conseil de surveillance de l'institut d'émission d'outre-mer),
- l'enseignement dans les établissements relevant de la compétence du territoire (à savoir le primaire et les collèges),
- l'enseignement facultatif des langues locales dans tous les établissements d'enseignement,
- le régime des bourses, subventions, secours et allocations d'enseignement alloués sur les fonds du budget du territoire,
- la réglementation des poids et mesures et répression des fraudes,
- l'organisation générale des foires et marchés d'intérêt territorial,
- la réglementation des prix, tarifs et du commerce intérieur,
- les tarifs et règles d'assiette et de recouvrement des taxes pour services rendus,
- les quotas à l'importation,
- l'agrément des aérodromes privés.

Il donne son avis au gouvernement central sur :
- les projets d'extension de la législation métropolitaine et de loi de ratification de conventions internationales traitant des domaines relevant de la compétence territoriale,
- la modification des tarifs postaux et des taxes téléphoniques, télégraphiques et radioélectriques du régime international,
- la définition du réseau des lycées et établissements d'enseignement supérieur et l'adaptation de leurs programmes pédagogiques,
- la sécurité civile,
- les décisions relatives aux projets d'investissements directs étrangers (examen des déclarations et délivrance des autorités préalables) dans les cas où le Territoire n'est pas directement compétence (c'est-à-dire les investissements étrangers inférieurs à 55 millions de Francs CFP concernant les activités industrielles, agricoles ou immobilières exercées sur le sol néo-calédonien seul, et qui ne sont pas relatives à des sociétés ou entreprises financières ou de portefeuille et qui ne sont pas de nature à menacer l'ordre public ou à faire échec à l'application des lois et réglementations françaises),
- les accords de pêche, les conditions de la desserte aérienne internationale et de cabotage avec le Territoire,
- le contrôle de l'immigration et des étrangers, y compris la délivrance de visas pour un séjour supérieur à trois mois,
- les règles concernant l'état civil,
- la création, la suppression ou la modification des subdivisions administratives territoriales, ainsi que la nomination des chefs de subdivisions administratives.

### Ministres
Chaque ministre reçoit du président du gouvernement une affectation particulière, avec une délégation des pouvoirs afférant. Le ministre doit alors contresigner tous les actes concernant les domaines de sa responsabilité. Ils adressent également, et peuvent donner délégation de signature, aux chefs des services territoriaux et (dans la limite des conventions de coopération passés entre le gouvernement et le Haut-commissaire) à ceux des services de l'État toutes instructions nécessaires pour l'exécution des tâches de la compétence du Territoire. 

## Gouvernement Ukeiwé
Le seul gouvernement du territoire à avoir jamais été formé fut désigné le 23 novembre 1984, après des élections territoriales de 1984 boycottées par les indépendantistes du Front de libération nationale kanak et socialiste (FLNKS) de Jean-Marie Tjibaou (qui s'est doté le 1er décembre suivant d'un Gouvernement provisoire de Kanaky GPK clandestin), marquant le début de la période dite des « Évènements » (1984-1988). 
Dick Ukeiwé (55 ans), membre fondateur kanak du Rassemblement pour la Calédonie dans la République (RPCR, principal parti anti-indépendantiste), ancien vice-président du conseil de gouvernement chargé du Travail et des Affaires sociales de 1979 à 1982 et sénateur RPR de Nouvelle-Calédonie depuis 1983, est élu par l'Assemblée territoriale président de ce gouvernement du territoire le 23 novembre 1984. Il a obtenu 35 voix contre 7 abstentions, soit les 34 de son propre parti plus celle de l'unique élu du Front national (FN) local, le maire de Thio Roger Galliot. Se sont abstenus les 6 élus du mouvement Libération kanak socialiste (LKS, indépendantistes refusant le boycott des institutions) et le maire de Bourail Jean-Pierre Aïfa, unique élu de la liste Union pour la liberté dans l'ordre (ULO) qui unissait la Fédération pour une nouvelle société calédonienne (FNSC, centre autonomiste) à des dissidents de l'Union calédonienne (UC, principale composante du FLNKS) hostiles au boycott (dont Gabriel Païta, ayant choisi de ne pas se prononcer). 
Dick Ukeiwé nomme ses neuf ministres (dont quatre mélanésiens) le jour même, tous issus du RPCR (sont indiqués en gras ceux qui ont été élus à l'Assemblée territoriale en 1984) :   
- Vice-président, porte-parole du gouvernement et ministre des Ressources naturelles, de la Recherche scientifique et de l'Environnement : Yves Magnier (46 ans, océanographe de l'IRD, jusque-là directeur de l'aquarium de Nouméa depuis 1977)
- Ministre de l'Économie et des Finances, également chargé des Affaires intérieures : Pierre Frogier (34 ans, substitut du procureur de la République près le Tribunal de Nouméa à partir de 1976, ancien conseiller de gouvernement chargé de l'Économie et du Développement industriel de 1979 à 1982, conseiller territorial en 1977 et de 1982 à 1984, 1er adjoint au maire du Mont-Dore Victorin Boewa depuis 1983)
- Ministre de l'Agriculture : Michel Kauma (71 ans, ancien vice-président UC-UICALO du conseil de gouvernement chargé de la Fonction publique, des Finances et des Affaires économiques de 1959 à 1962, ancien président EDS de l'Assemblée territoriale de 1972 à 1973, conseiller territorial de 1957 à 1967 et de 1971 à 1977, chef coutumier de Banoutr et Ouloup sur Ouvéa depuis 1941)
- Ministre de l'Enseignement et de la Formation professionnelle, également chargé des Relations avec les communes : Delin Wéma (44 ans, professeur au collège privé protestant de la FELP de Nédivin à Houaïlou)
- Ministre de l'Équipement, du Tourisme, des Transports et des Communications : Charles Lavoix (27 ans, chef d'entreprise dans la grande distribution notamment)
- Ministre de la Santé et des Affaires sociales : Pierre Maresca (43 ans, journaliste, ancien conseiller de gouvernement chargé de la Santé, des Travaux publics, des Transports, de l'Urbanisme et de l'Habitat de 1979 à 1982, conseiller municipal de Nouméa depuis 1977)
- Ministre de la Culture et de l'Artisanat, également chargé des relations avec l'Assemblée territoriale et l'Assemblée des pays coutumiers : Joseph Thidjine (instituteur, ancien conseiller territorial de 1974 à 1979, conseiller municipal de Nouméa depuis 1971)
- Ministre du Travail et de l'Emploi, également chargé de la Fonction publique : Denis Milliard (33 ans, avocat)
- Ministre de la Jeunesse et des Sports, également chargé de l'organisation des Jeux du Pacifique de 1987 : Goïne Ferdinand Wamo (instituteur, conseiller territorial démissionnaire, élu en 1984 pour la circonscription des Îles)